# Elecciones estatales de Zacatecas de 1989

Las elecciones estatales de Zacatecas de 1989 se llevó a cabo el domingo 2 de julio de 1989, y en ellas se renovarán los cargos de elección popular en el estado mexicano de Zacatecas:
- 54 Diputados al Congreso del Estado. 27 Electos por una mayoría de cada uno de los Distritos Electorales y 27 de Representación Proporcional en mediante de listas.